# Airline Disaster – Terroranschlag an Bord
Airline Disaster – Terroranschlag an Bord (Originaltitel: Airline Disaster) ist ein Low-Budget-Katastrophenfilm von The Asylum aus dem Jahr 2010.

## Handlung
Die StarQuest, der modernste Passagierjet der Welt, wird auf seiner Jungfernfahrt von schwer bewaffneten Nazis entführt. Als die Präsidentin Harriet Franklin davon erfährt, stellt sich heraus, dass der Pilot der Maschine, Joe Franklin, ihr Bruder ist. Sie weiß nicht, ob sie die StarQuest abschießen und dabei ihren Bruder töten soll oder die an Bord befindliche Agentin Gina Vitale das Flugzeug mit einem viel riskanteren Plan retten kann.

## Kritiken
„Objektiv sicher einer der ‚besseren‘ Asylum-Streifen (da eben aus bewährten Elementen einigermaßen stimmig zusammengesetzt), der genug studiotypische dumme Ideen hat, um dem Asylum-Fan ein breites Grinsen aufs Gesicht zu zaubern. Vielleicht sogar ein guter Tipp für Asylum-Einsteiger, denn phasenweise sieht das einem ‚echten‘ Film richtig ähnlich …“

„Stirb langsam trifft wieder mal einen Katastrophenfilm für das Budget von James Camerons Taucherbrille in einem weiteren schön frechen Versuch von The Asylum (Titanic 2), ganz unten auf dem Trittbrett der großen Hollywoodblockbuster mitzufahren und dabei einen respektablen Profit einzustreichen. Lindsey McKeon, die sich gerade vom Serienextra zur Nebendarstellerin in Kinofilmen erhebt, macht als Steven-Seagal-Ersatz nicht nur körperlich eine gute Figur, und allerlei spektakulär alberne Nebenstränge lockern die vorhersehbare Handlung auf.“